# Romano Prodi
Romano Prodi (født 9. august 1939, i Scandiano, Italien) er italiensk politiker og professor. Han var formand for Europa-Kommissionen fra 1999 til 2004 og har været Italiens premierministre to gange, først fra 18. maj 1996 til 21. oktober 1998 og derefter fra 17. maj 2006 til 8. maj 2008. Prodi betragtes som grundlæggeren af den italienske centrum-venstre-koalition og som en af de mest fremtrædende og ikoniske skikkelser fra den anden republik. Han er ofte blevet kaldt  Il Professore ("Professoren") på grund af sin akademiske karriere.

## Biografi
Prodi er akademisk uddannet ved det katolske universitet i Milano, hvor han færdiggjorde sit jurastudium i 1961, og derefter har han blandt andet videreuddannet sig ved London School of Economics under Basil Yamey, professor i industriel økonomi. 
Prodi har været professor i industriel organisation og politik ved universitetet i Bologna fra 1971 til 1999 samt været gæsteprofessor ved Harvard University og Stanford Research Institute i USA.
Han har været gift siden 1969 med Flavia Franzoni. De har to sønner, Giorgio og Antonio. Familien er bosiddende i Bologna.

## Politisk karriere
Han var italiensk industriminister i 1978, ministerpræsident 1996-1998 og den tiende formand for EU-kommissionen i perioden 1. september 1999 til 30. oktober 2004.
Efter det italienske valg i 2006 blev han på ny valgt til ministerpræsident. 21. februar 2007 indgav han sin afskedsbegæring efter at have lidt et stort nederlag i Senatet på et vigtigt udenrigspolitisk spørgsmål. Efter samtaler med præsident Giorgio Napolitano og lederne af sin centrum-venstre-koalition samt tillidsafstemninger i begge parlamentets kamre forblev han imidlertid på posten.
Den 24. januar 2008 tabte Prodi et mistillidsvotum i Senatet, efter at midterpartiet Popolari UDEUR havde trukket sig fra Prodis koalition som følge af en korruptionssag mod partiets leder Clemente Mastella, der indtil da havde været justitsminister.

## Æresbevisninger
Romano Prodi er siden den 16. oktober 2004 Kommandør af Storkorset af Trestjerneordenen.